# Catedral Emmanuel (Durban)
La Catedral Emmanuel o simplemente Catedral de Durban (en inglés: Emmanuel Cathedral) es el nombre que recibe un templo de la Iglesia católica que se localiza en el 48 Cathedral Road en pleno centro de la ciudad de Durban en la provincia de KwaZulu-Natal en Sudáfrica.
Se trata de un edificio religioso que sigue el rito romano o latino y funciona como la sede de la arquidiócesis de Durban (Archidioecesis Durbaniana) que fue creada en 1951 con la bula «Suprema Nobis» del papa Pío XII.
Se construyó para reemplazar un antigua iglesia dedicada a San José que había estado en uso desde 1881. La primera piedra fue colocada por el obispo Charles Jolivet en enero de 1902 y el templo fue dedicado oficialmente en noviembre de 1904. Algunas partes de la antigua iglesia se incorporaron a la Catedral Emmanuel.
Al lado de la Catedral esta la Mezquita Juma Masjid y el mercado de la calle Victoria que está al otro lado de la vía.